# 臨津江 (雜誌)
《臨津江》（朝鲜语： Rimjin'gang）是一本介紹和披露朝鮮民主主義人民共和國內部消息的雜誌。创刊初期为雙月刊，由脫北者崔真伊和日本獨立記者石丸次郎創建，在日本大阪發行。為獲得北韓即時、真實的社會生活狀況，數名北韩居民身份的雜誌記者在北韓進行錄音、錄像，再由中國傳回日本，故擁有大量一手資料。自朝鲜语版第4期刊行后，崔真伊与日本的臨津江(Rimjingang)杂志完全分离，开始在韩国独立发行刊同名雜誌《臨津江》（： Imjingang）的双月刊杂志，现已发行11期。崔真伊与日本獨立記者石丸次郎分开的原因，据说是崔真伊主张杂志应以为北韩人和脱北者提供与外界交流的场所和手段为杂志的宗旨，而日本独立记者石丸次郎则主张以自由采访为基础的报道活动以及培养独立自由记者为杂志的宗旨。现在，在日本刊行的日本语版和英语版为不定期刊物，目前已发行有朝鮮語版第4期、日語版第6期、英語版第1期。

## 外部連結
- 朝鲜地下记者冒生命危险报道朝鲜内部真相[永久]
- 朝鲜内部消息刊物《临津江》 （页面存档备份，存于） - 每日北韓
- Rimjin-Gang English